# هوشنج إبتهاج
أمير هوشنج ابتهاج (بالفارسية: امیر هوشنگ ابتهاج)؛ (فبراير 1928 - 10 أغسطس 2022)، المعروف أيضًا باسمه المستعار (بالفارسية: ه.ا.سایه)، ه.ا. ظل)، شاعر إيراني من القرن العشرين، تأثرت حياته وعمله بالتطورات السياسية والثقافية والأدبية في إيران.

## حياة
ولد ابتهاج في 25 فبراير 1928 في رشت لعائلة بهائية بارزة في إيران وتلقى تعليمه الابتدائي هناك قبل أن ينتقل إلى طهران. صدر كتابه الشعري الأول بمقدمة للشاعر البارز مهدي حميدي شيرازي، عندما كان في التاسعة عشرة من عمره. خلال الفترة المفتوحة لإيران بعد الحرب العالمية الثانية، انخرط السايح في دوائر أدبية مختلفة وساهم في العديد من المجلات الأدبية مثل سخان وكافيان وصدف ومصلحات وغيرها. على عكس العديد من الشخصيات الأدبية الأخرى في ذلك الوقت الذين انخرطوا بعمق في السياسة والأنشطة ذات الميول اليسارية، السايه وفيا لوعيه الاجتماعي والسياسي لكنه امتنع عن المشاركة بشكل أعمق. عمل في الشركة الوطنية للأسمنت لمدة 22 عامًا مع مواصلة نشاطه الأدبي.
توفي هوشنج بسبب الفشل الكلوي في منزله في كولونيا في 10 أغسطس 2022 عن عمر يناهز 94 عامًا.

## ِِأعمال
- الأغاني الأولى، 1946 (نخستین نغمه‌ها)
- ميراج، 1951 (سراب)
- تحديات قاتمة 1، 1953 (سیاه مشق 1)
- ليلية، 1953 (شبگیر)
- الأرض، 1955 (زمین)
- صفحات من ليلة الأطول، 1965 (چند برگ از یلدا)
- تحديات قاتمة 2، 1973 (سیاه مشق 2)
- حتى فجر الليل الأطول 1981 (تا صبح شب یلدا)
- النصب التذكاري لدم السرو، 1981 (یادگار خون سرو)
- تحديات قاتمة III، 1985 (سیاه مشق 3)
- تحديات قاتمة IV، 1992 (سیاه مشق ۴)
- مرآة في المرآة، قصائد مختارة، 1995 (آینه في در آینه)

(اختارها شفيع كدكني)
- ديسبيرتيت، 2006 (تاسیان) (قصائد غير غزل)
- حافظ، بواسطة السايح، 1994 (حافظ به سعی سایه)

يرجى ملاحظة: أسماء الكتب الإنجليزية ليست رسمية، لكن ترجمة مؤلف ويكيبيديا. انظر صفحة الحديث.

## قصائد في الترجمة
ترجمات موجدة مرعشي وتشاد سويني:
- "ارغوان" واشنطن سكوير جورنال، 2008
- "بحث / دائرة" و "أنين المرآة". الشعر الدولي 12، 2008
- "كيوان كان نجمًا" و "عقيمًا" و "السقوط" و "طائر في القفص". بينغبونج، مجلة مكتبة هنري ميلر، العدد 3، 2008.
- "غروب الشمس على الأخضر" و "الصورة". شبه الاستوائية، العدد 6، خريف 2007.
- "الخوف" و "الحياة" و "الآمال القليلة من بني آدم." حصان جامح العدد 72، 2007.
- "زقاق الليل." الرسائل الأمريكية والتعليقات 19، 2007.
- "فن التنقل عبر الزمن" و "أبيض وأسود". مراجعة إنديانا 29.2، شتاء 2007.
- "ربما"، "قصة" و "أجنحة دوف" سياتل ريفيو، ربيع 2007.
- "أرقام" و "أحمر". أربعة عشر هيلز، خريف 2005.